# Contea di White (Tennessee)
La contea di White in inglese White County è una contea dello Stato del Tennessee, negli Stati Uniti. La popolazione al censimento del 2000 era di 23, abitanti. Il capoluogo di contea è Sparta.